# Lilium ciliatum

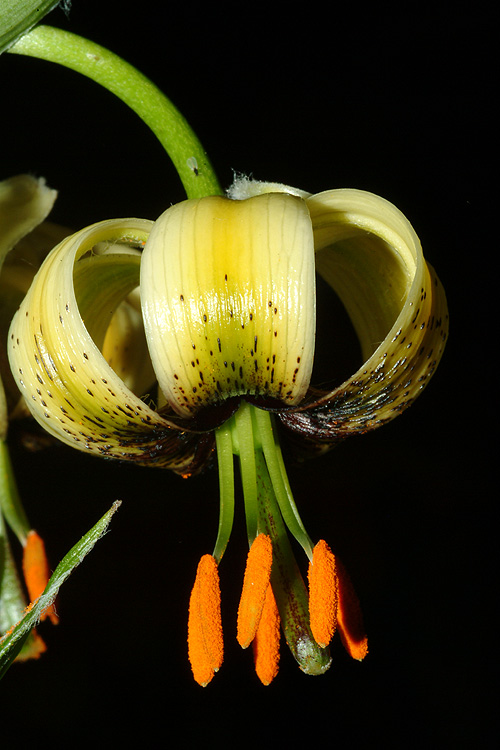
Lilium ciliatum Blüte

Lilium ciliatum ist eine nur in der Türkei vorkommende Art aus der Gattung der Lilien (Lilium) in der Candidum-Sektion. 

## Beschreibung
Lilium ciliatum ist eine mehrjährige, krautige Pflanze, die Wuchshöhen von 60 bis 150 Zentimetern erreicht. Die Zwiebel ist oval, 5 bis 10 Zentimeter breit und besteht aus zahlreichen schlanken Schuppen.
Der Stängel ist fest, dicht wollig behaart und steht steif aufrecht, am Ansatz hat er einen Durchmesser von bis zu 1,8 Zentimetern. Der unterirdische Stängelteil ist bewurzelt, diese Bewurzelung wird jedoch erst nach der Blüte gebildet, zum Zwecke zusätzlicher Nährstoffaufnahme während der herbstlichen Ausbildung der Zwiebel. Die lanzettlichen bis linear-lanzettlichen Laubblätter sind 7 bis 18 cm lang und 1,3 bis 2,1 mm breit. Sie stehen dicht, in spiralförmiger Anordnung um den Stängel verteilt. Die Oberfläche der Blätter ist glatt, an den Rändern sind sie bewimpert mit langen, gewundenen, wolligen Härchen, die während der Reifung der Kapselfrucht abgeworfen werden.
Diese Art blüht Anfang Juli in einem traubigen Blütenstand, der zwei bis zehn, selten fünfzehn herabhängende Blüten enthält. Die zwittrigen, dreizähligen Blüten haben einen Durchmesser von bis zu 5 Zentimeter und sechs stark zurückgebogene, türkenbundförmig gleichgeformte Blütenhüllblätter (Tepalen). Die Blütenhüllblätter sind schmal elliptisch bis annähernd rechteckig, stumpf, verjüngen sich nach unten, sind 4,2 bis 5,5 Zentimeter lang und 8 bis 12 Millimeter breit und am äußersten Punkt papillös und behaart. Die Grundfarbe der Blüten ist cremeweiß bis blassgelb, sie sind purpurn gefleckt, am äußersten Punkt gar nicht und zum Schlund hin in zunehmender Dichte bis zu einem durchgehenden Fleck. Am Ansatz ist die Blüte auf der Außenseite grün überhaucht. Jede Blüte enthält drei Fruchtblätter und sechs Staubblätter. Die gelben Antheren sind etwa sechs bis acht Millimeter lang, die Pollen sind orange, die grünen Filamente sind etwa 2 bis 3 Zentimeter lang. Der Griffel ist 1,5 bis 2 Zentimeter lang.
Es werden Kapselfrüchte gebildet. Die dunkelbraunen Samen keimen verzögert hypogäisch.
Die Chromosomenzahl beträgt 2n = 24.

## Verbreitung und Standort
Lilium ciliatum ist in der Türkei in der Gegend um Trabzon endemisch. Dort wächst sie in Höhenlagen von 1500 bis 2400 m. Die Standorte liegen selbst zur Blütezeit nahe der Schneegrenze, meist oberhalb der Baumgrenze, auf Wiesen an leichten Hängen mit lehmigen Böden.

## Botanische Geschichte
Bereits Mitte der 30er Jahre wurden erste Pflanzen der Art gefunden und gesammelt, damals aber noch als Pyrenäen-Lilie (bzw. Lilium ponticum) bestimmt. Erst eine weitere Aufsammlung 1960 durch Paul Furse führte dann zur Erkenntnis, dass man es hier mit einer bisher unbekannten Art zu tun habe, die dann 1968 durch Peter Hadland Davis in Notes from the Royal Botanic Garden, Edinburgh Band 28, Seite 235 erstbeschrieben wurde.